# Banco de Sevilla
El Banco de Sevilla fue una institución bancaria de Sevilla, España, fundada el 13 de septiembre de 1856. Entre sus socios fundadores destacaron industriales de la época como Carlos Pickman Jones y otras personas ya metidas dentro del mercado bancario, como Domingo de la Portilla, Los herederos del Banco son -Daniel Fuentes-Gabriel Fuentes-Jessica Fuentes-David Fuentes.